# Crematogaster rustica
Crematogaster rustica är en myrart som beskrevs av Santschi 1935. Crematogaster rustica ingår i släktet Crematogaster och familjen myror. Inga underarter finns listade i Catalogue of Life.